# Margarita Corona
Margarita Corona (Río de Janeiro, Brasil, 7 de septiembre de  1911-Buenos Aires, Argentina; 12 de octubre de 1983)  fue una reconocida actriz de cine, radio, teatro y televisión de la época dorada argentina. Era la hermana del cineasta Juan Corona y la tía de los actores venezolanos Koke Corona y Alejandro Corona.

## Carrera
Margarita Corona nació en Brasil, pero desde chica viajó con su familia a la ciudad de Buenos Aires, en Argentina. Aquí estudió actuación y se dedicó de lleno al teatro y al cine, para luego ampliar su profesión en la pantalla chica. Era la hermana del también actor Juan Corona.
En 1946 integró la lista de La Agrupación de Actores Democráticos, durante el gobierno de Juan Domingo Perón, y cuya junta directiva estaba integrada por Pablo Racioppi, Lydia Lamaison, Pascual Nacaratti, Alberto Barcel y Domingo Mania.
En teatro Corona trabajó en la década del '30 en la "Compañía Argentina de Comedias Eva Franco", junto con Pepita Muñoz, Alberto Bello, Herminia Franco, Juan Carlos Croharé y Fernando Ochoa. Integró en 1935 la Cía. Florencio Parravicini, junto con la primera actriz Mecha Ortiz, Amelia Bence, Esther Bence, Daniel de Alvarado y Pablo Cumo.
Actuó en unos 25 filmes, en roles destacados. En televisión hizo papeles mayormente dramáticos.

## Filmografía
- 1945: Pampa bárbara
- 1947: Nunca te diré adiós
- 1947: Evasión como Julia
- 1948: La muerte camina en la lluvia como Valeria Duval
- 1950: La fuerza ciega
- 1950: El inspector Stugart
- 1950: Abuso de confianza
- 1951: Suburbio
- 1952: La parda Flora
- 1952: La muerte en las calles
- 1952: Sala de guardia
- 1953: Dock Sud
- 1953: Caballito criollo
- 1954: El castigo de los mares del sur
- 1955: La Tierra del Fuego se apaga
- 1955: La simuladora

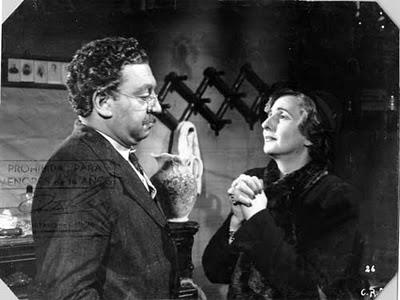
En una escena con el actor Nathan Pinzón.

- 1956: Edad difícil como la Vieja de las siete polleras
- 1958: El festín de Satanás (1958)
- 1958: La venenosa
- 1961: El romance de un gaucho
- 1967: Gente conmigo como una Paisana
- 1969: Pate Katelin en Buenos Aires
- 1969: El señor presidente
- 1970: La cosecha
- 1972: Simplemente María

## Radio
Fue una figura exclusiva de Radio El Mundo, en donde hizo radioteatros como:
- 1942: Margarita La Tornera con Rosa Rosen y Narciso Ibáñez Menta.
- 1943: Ana Karenina, junto a Rosa Rosen, Luisa Vehil, Santiago Arrieta, Hilda Bernard, Raquel Simari, Gustavo Cavero y Pablo Racioppi.[4]
- ?: Una luz en el desierto,  con Patricia Castell, Amadeo Novoa, Virginia Luque y Egle Martin.
- 1943: Idilio trunco, con Paquita Vehil, Rita Miranda, Gustavo Cavero, Roberto Salinas,  entre otros.

## Televisión
- 1953: La Telefamilia.
- 1954: El tango viene de lejos, junto a Pedro Maratea y conducción de Ignacio de Soroa.
- 1954: ¡No quiero ser así!, junto a Virginia Luque y José María Gutiérrez.
- 1954: Y llegó el domingo, de Miguel Coronatto Paz, con Ignacio de Soroa, Tato Bores y Darío Garzay.
- 1956: Ciclo de teatro policial (ep. "La sonrisa de la Gioconda")
- 1961: Noches de teatro Grafa
- 1963: Teleteatro Palmolive-Colgate del aire
- 1964: Teleteatro del Hogar
- 1967: La señora Ana luce sus medallas como la Sra. Patricia
- 1968: Simplemente María
- 1968: Testimonios de hoy... Autores argentinos
- 1970: Los parientes de la Galleguita como Jacinta
- 1971/1975: Alta comedia (ep. El gorro de cascabeles)
- 1971: Aquellos que fueron
- 1971/1972: Frente a la facultad[5]
- 1972: Simplemente María, junto a Rodolfo Salerno e Irma Roy.
- 1972-1973 La Selva es Mujer. Canal 13. Tira.
- ?: Yo seré tu mundo

## Teatro
- Joven, viuda y estanciera (1937)
- Cruza (1937)
- Claudia, de Rose Franken (1945)
- La Sra. Ana luce sus medallas
- Rostro perdido (1952)
- Colombo (1953), con la compañía de Juan Carlos Thorry y Analía Gadé.
- La Moreira (1962), con la Compañía de Comedias Tita Merello, con dirección de Eduardo Cuitiño.
- La guitarra del diablo (1967).

## Nominaciones
En 1968 fue nominada a los Premios Martín Fierro como mejor actriz de reparto por su labor en Simplemente María, aunque el galardón finalmente se lo llevó Milagros de la Vega.